# Мелунгце
Мелунгцзе (тиб.: Jobo Garu, кит.: 乔格茹峰 Qiáogérú Fēng, англ. Melungtse) — вершина в Гімалаях. Лежить у Китаї, у префектурі Шигацзе, поблизу кордону з Непалом. Має нижчу вершину-сестру — Мелунгцзе II висотою 7023 м. Лежить за 40 км на захід від Евересту, сусідить з Гаурі Санкар.
Перше сходження здійснили двоє словацьких альпіністів Марко Презелі i Андрей Стремфелі 23 листопада 1992 р.

## Ресурси Інтернету

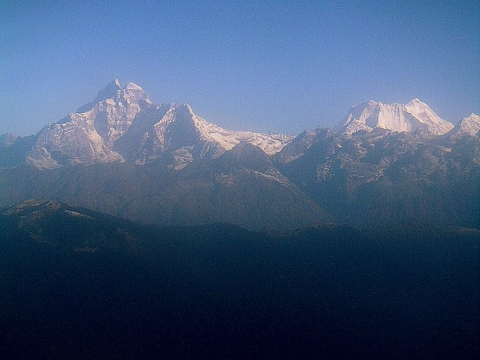
Melungtse (right) and Gauri Sankar (left)

- Мелунгце на Peakware [Архівовано 26 лютого 2015 у Wayback Machine.]
- Jill Neate, High Asia: An Illustrated History of the 7000 Metre Peaks, ISBN 0-89886-238-8
- Andy Fanshawe and Stephen Venables, Himalaya Alpine-Style, Hodder and Stoughton, 1995.
- Koichiro Ohmori, Over the Himalaya. Cloudcap/The Mountaineers, 1994.
- American Alpine Journal
- Himalayan Index [Архівовано 17 липня 2017 у Wayback Machine.]
- DEM files for the Himalaya [Архівовано 16 грудня 2017 у Wayback Machine.] (Corrected versions of SRTM data)
- Tibet Ultra-Prominences on peaklist.org [Архівовано 23 квітня 2012 у WebCite]